# Bitva o Nanking (1864)
Třetí bitva o Nanking v roce 1864 byla posledním a hlavním střetnutím během povstání tchaj-pchingů. Tato bitva byla efektivní a znamenala konec Nebeské říše velkého míru a zničení Nankingu. Ale roztroušené skupinky vojáků se stále i po této bitvě pohybovaly po Číně a páchali sabotáže a další záškodnické činnosti.